# زوزانا كيزي
زوزانا كيزي  (بالمجرية: Kézi Zsuzsanna)‏ (من مواليد 14 مايو 1945 )  هي لاعبة كرة يد مجرية. فازت بالميدالية البرونزية في بطولة العالم عام 1975 في الاتحاد السوفيتي، وأضافت برونزية أخرى إلى مجموعتها في الألعاب الأولمبية الصيفية لعام 1976 .

## روابط خارجية
- زوزانا كيزي على موقع اللجنة الأولمبية الدولية (الإنجليزية)
- زوزانا كيزي على موقع أوليمبيديا (الإنجليزية)
- زوزانا كيزي على موقع اللجنة الأولمبية المجرية (الهنغارية)